# FictionJunction YUUKA
FictionJunction YUUKA（フィクションジャンクション ユウカ）は、日本の音楽ユニット 。作曲家・梶浦由記のソロプロジェクト「FictionJunction」に、ボーカリストとしてYUUKAこと南里侑香を迎えたユニットである。デビュー曲は2003年「暁の車」（2004年にシングルCD化）。所属レーベルはFlyingDog。全ての楽曲の作詞・作曲・編曲を梶浦由記が手掛けている。

## メンバー
- YUUKA　（ボーカル担当）
- 梶浦由記　（作詞・作曲・編曲・キーボード担当）

## 来歴
結成まで
- 1997年 - 1998年頃、梶浦由記は南青山少女歌劇団の劇伴音楽に携わるようになり、そこで同劇団のメンバーであった南里侑香（YUUKA）の存在を知る。
- 2000年以降、南里は南青山少女歌劇団の主要メンバーとして活躍。梶浦は南里が主演したミュージカル作品の楽曲を数多く制作している。
- 2001年、南里が南青山少女歌劇団を卒団。以降、同劇団は活動休止状態となる。
- 2003年、アニメ『機動戦士ガンダムSEED』の挿入歌の制作を梶浦が担当、その歌い手として南里が抜擢される。レコーディング時はアーティスト名義が決まっていない状態だったが、梶浦は長年構想を温めていた「FictionJunction」プロジェクトをここから始動し、「FictionJunction featuring YUUKA」としてデビュー曲「暁の車」を発表する。

結成後
- 2004年、1stシングルのリリースに併せ、ユニット名を「FictionJunction YUUKA」と改める。
- 2004年、アニメ『MADLAX』挿入歌「nowhere」のコーラス部分のフレーズが人気を博す。
- 2004年 - 2005年、3rdシングル「暁の車」が45回にわたってオリコンの週間ランキングにチャートインする。
- 2005年、4thシングル「焔の扉」が9月22日付のオリコン・シングルデイリーランキングで第1位を記録する（週間ランキング第5位）。
- 2007年、初のフルライブとなる「Premium Live 2007」が2月8日に大阪BIGCATで、2月15日に東京Shibuya O-Eastで行われる。
- 2009年、梶浦由記と関連ボーカリスト達の公式ファンクラブ「FictionJunction CLUB」が設立される。また、4月にFictionJunctionのシングル「Parallel Hearts」がリリースされて以降、FictionJunction YUUKAの楽曲も、FictionJunction名義のディスコグラフィーに収録されている。同年7月に開催された「FictionJunction Yuki Kajiura LIVE Vol.#4～Everlasting Songs Tour 2009～」は第1部がFictionJunction YUUKAの出演パートであった。
- 2013年、5月11日に東京国際フォーラム・ホールＡにて開催された「Yuki Kajiura LIVE Vol.#10 “Kaji Fes.2013″」に出演。
- 2014年、2月8日と2月9日に中野サンプラザにて「Yuki Kajiura LIVE Vol.#11 “elemental”FictionJunction YUUKA 2Days Special」を開催。2日間でFictionJunction YUUKAの楽曲が全楽曲披露された。本公演を最後にしばらくFictionJunction YUUKAの楽曲リリースや単独公演は途絶えている。
- 2018年、梶浦由記が所属事務所スペースクラフトプロデュースを退社。「FictionJunction CLUB」は運営終了となった。YUUKAは引き続きスペースクラフトに所属している。代わって同年10月より「FictionJunction Station」が運営開始。
- 2019年、2月2日に開催されたフライングドッグ10周年記念ライブ「犬フェス!」にFictionJunction YUUKAが出演[2]。

## ディスコグラフィー

### シングル
| 枚  | 発売日         | タイトル          | 規格品番   | 最高位 | 収録アルバム |
| --- | -------------- | ----------------- | ---------- | ------ | ------------ |
| 1st | 2004年5月8日   | 瞳の欠片          | VICL-35627 | 22位   | Destination  |
| 2nd | 2004年7月7日   | inside your heart | VICL-35646 | 22位   | Destination  |
| 3rd | 2004年9月22日  | 暁の車            | VICL-35715 | 10位   | Destination  |
| 4th | 2005年9月22日  | 焔の扉            | VICL-35883 | 5位    | circus       |
| 5th | 2006年5月10日  | Silly-Go-Round    | VICL-35989 | 12位   | circus       |
| 6th | 2006年11月22日 | 荒野流転          | VICL-36177 | 13位   | circus       |
| 7th | 2007年4月18日  | romanesque        | VICL-36363 | 24位   | circus       |

### アルバム
| 枚  | 発売日         | タイトル    | 規格品番   | 最高位 |
| --- | -------------- | ----------- | ---------- | ------ |
| 1st | 2005年11月23日 | Destination | VICL-61792 | 9位    |
| 2nd | 2007年7月4日   | circus      | VICL-62426 | 10位   |

### サウンドトラック／コンピレーション
| 発売日        | アルバム                                                                        | 参加曲                                                            | 規格品番     |
| ------------- | ------------------------------------------------------------------------------- | ----------------------------------------------------------------- | ------------ |
| 2003年6月21日 | 機動戦士ガンダムSEED SUIT CD vol.4 Miguel Ayman×Nicol Amarfi                    | 暁の車                                                            | VICL-61074   |
| 2004年7月21日 | MADLAX O.S.T.                                                                   | Nowhere Elenore Cradle Margalet 瞳の欠片 (TV Size Edit)           | VICL-61319   |
| 2004年9月22日 | MADLAX O.S.T. 2                                                                 | We Are One She's Gotta Go Madlax Inside your heart (TV Size Edit) | VICL-61320   |
| 2006年9月21日 | ツバサ・クロニクル オリジナルサウンドトラック「Future Soundscape IV」           | aikoi                                                             | VICL-62084   |
| 2007年7月25日 | エル・カザド オリジナルサウンドトラック1                                        | el cazador                                                        | VICL-62375   |
| 2007年9月21日 | エル・カザド O.S.T. 2                                                           | cazador del Amor                                                  | VICL-62376   |
| 2009年2月25日 | Everlasting Songs                                                               | 記憶の森 cazador del amor                                         | VTCL-60106   |
| 2009年4月29日 | Parallel Hearts                                                                 | ひとみのちから                                                    | VTCL-35065   |
| 2012年6月16日 | sing a song / silent moon (FJC会員限定シングル)                                 | silent moon                                                       | FJCS-0101    |
| 2010年5月12日 | FictionJunction 2008-2010 The BEST of Yuki Kajiura LIVE                         | 聖夜 暁の車 Nowhere 約束                                          | VTCL-60201-2 |
| 2012年9月19日 | 機動戦士ガンダムSEED Reunion Series 第二弾 暁の車 〜ReTracks／水の証 〜ReTracks | 暁の車 〜ReTracks                                                 | VTCL-35138   |
| 2014年1月22日 | Elemental                                                                       | ひとみのちから 約束                                               | VTCL-60361   |
| 2015年6月3日  | FictionJunction 2010-2013 The BEST of Yuki Kajiura LIVE 2                       | Elenore MADLAX Mix cazador del amor 優しい夜明け                  | VTCL-60397-9 |

### Blu-ray／DVD
| 発売日         | タイトル                                                                                            | 規格品(DVD) | 規格品番(BD) |
| -------------- | --------------------------------------------------------------------------------------------------- | ----------- | ------------ |
| 2009年10月21日 | FictionJunction YUUKA 〜Yuki Kajiura LIVE vol.#4 PART1〜                                            | VTBL-7      |              |
| 2010年2月24日  | Animelo Summer Live 2009 RE:BRIDGE 8.23                                                             | KIBM-1055   | KIXM-1009    |
| 2013年5月8日   | FictionJunction+FictionJunction YUUKA Yuki Kajiura LIVE vol.#4 PART 1&2 Everlasting Songs Tour 2009 |             | VTXL-14-15   |
| 2014年6月25日  | Yuki Kajiura LIVE vol.#11 FictionJunction YUUKA 2days Special 2014.02.08〜09 中野サンプラザ         |             | VTXL-19-20   |